# Фини, Джанфранко
Джанфра́нко Фи́ни (итал. Gianfranco Fini; род. 3 января 1952, Болонья) — итальянский политик. Министр иностранных дел в правительстве Сильвио Берлускони в 2004─2006 годах, спикер Палаты депутатов Италии в 2008—2013 годах.

## Биография
В 1968 году участвовал в молодёжных волнениях. Вскоре вступил в «Молодой фронт» — молодёжную организацию неофашистского Итальянского социального движения. В 1977 году благодаря покровительству основателя и руководителя ИСД Джорджо Альмиранте стал руководителем МФ.
Окончив университет Ла Сапиенца в Риме, куда ранее перебралась его семья, и получив диплом педагога, Фини начал работу в «Secolo d'Italia» и «Dissenso» — печатных органах ИСД и МФ соответственно.
В 1983 году был избран в парламент. В 1987 году сменил Альмиранте на посту руководителя ИСД и оставался на этом посту до конца существования партии в 1995 году (за исключением 1990─91, когда эту должность занимал Пино Раути).
В 1995 году ИСД был распущен, и Фини создал Национальный альянс. В 2009 году объединился в рамках партии Народ свободы с силами, поддерживающими Сильвио Берлускони. Под руководством Фини ультраправые Италии перешли на более умеренные позиции. В 2003 году Фини назвал период правления Бенито Муссолини в Италии позорным для страны, что послужило причиной выхода из Национального альянса Алессандры Муссолини.
В 2004─06 Фини был министром иностранных дел (на этом посту он сменил Франко Фраттини, который вошёл в Еврокомиссию). В 2001─06 также был вице-премьером в коалиционном правительстве с Сильвио Берлускони.
С 30 апреля 2008 года — спикер (председатель) Палаты депутатов Италии.
5 октября 2010 года Фини заявил о создании новой политической партии. Незадолго до этого приверженцы Фини (в том числе ряд депутатов) покинули партию «Народ свободы».
13 февраля 2011 года на учредительном съезде в Милане Джанфранко Фини избран председателем своей партии, названной «Будущее и свобода для Италии». На парламентские выборы 2013 года она пошла в коалиции Марио Монти, причём Фини возглавил партийные списки во всех избирательных округах. Однако, полученный результат — 0,47 % — не позволил провести в парламент ни одного депутата. 14 марта 2013 года Фини освободил должность председателя Палаты депутатов, 8 мая ушёл в отставку с поста партийного лидера.
30 апреля 2024 года приговорён судом Рима к двум годам восьми месяцам лишения свободы из-за незаконной покупки квартиры в Монте-Карло его партией. Разбирательство по делу длилось 7 лет.  Квартира была куплена в 2008 году за 300 000 евро, и продана в 2015 году, принеся прибыль от продажи в 1 млн евро.